# 永遠に愛されて
「永遠に愛されて～パール・ハーバー愛のテーマ」（とわにあいされて～パール・ハーバーあいのテーマ、There You'll Be）はアメリカ合衆国の女性カントリー歌手のフェイス・ヒルの楽曲。
この楽曲は、映画『パール・ハーバー』のサウンドトラックである『パール・ハーバー・サウンドトラック』に収録された曲で、同映画の主題歌である。シングルとしては、2001年5月にリリースされた。各国の週間シングルチャートではカナダ、スウェーデンで1位、イギリスで3位を記録した。